# Une île en héritage

Une Île en héritage est un téléfilm allemand de Udo Witte diffusé en 2004.

## Fiche technique
- Titre : Une Île en héritage
- Titre original : Am Kap der Liebe
- Réalisation : Udo Witte
- Scénario : Christine Drews et Jens Jendrich
- Origine : Allemagne
- Durée : 1h30
- Format : Couleurs

## Distribution
- Sigmar Solbach : Jan Hansen
- Claudine Wilde : Anne van Gaard
- Siegfried Rauch : Byron Blair
- Ralph Herforth : Phil Finch
- Rolf Hoppe : Ferdinand Hansen / Paul Freeman
- John Gibson : John Grant
- Mark Owen-Taylor : Notar Penny
- Natalie O'Donnell : Schwester Monica
- Nicholas Bell : Jonathan Percy
- Michelle Boyle : Cathy Steel
- Aaron Donovan : Félix van Gaard
- Traudel Sperber : Sekretärin Frau Solms